# کاوان
کاوان (به انگلیسی: Cavan) یک منطقهٔ مسکونی در ایرلند است که در County Cavan واقع شده‌است. کاوان ۳٬۶۰۷ نفر جمعیت دارد و ۱۱۳ متر بالاتر از سطح دریا واقع شده‌است.